# SN 2001il
SN 2001il – supernowa typu Ia odkryta 21 listopada 2001 roku w galaktyce A022641-0057. W momencie odkrycia miała maksymalną jasność 20,40m.